# Алба (Пенсилванија)
Алба (енгл. Alba) град је у америчкој савезној држави Пенсилванија.

## Демографија
По попису из 2010. године број становника је 157, што је 29 (-15,6%) становника мање него 2000. године.
| Група             | 2000.       | 2010.       |
| Белци             | 175 (94,1%) | 150 (95,5%) |
| Афроамериканци    | 7 (3,8%)    | 3 (1,9%)    |
| Азијати           | 0 (0,0%)    | 0 (0,0%)    |
| Хиспаноамериканци | 4 (2,2%)    | 4 (2,5%)    |
| Укупно            | 186         | 157         |